# Son Sang-won
Son Sang-won (korejsky 손상원, * 1982) je bývalý jihokorejský reprezentant ve sportovním lezení. Mistr Asie v lezení na obtížnost i v boulderingu.

## Výkony a ocenění
- na mistrovství Asie získal dvanáct medailí, z toho šest zlatých
- 2004: nominace na Světové hry 2005 v německém Duisburgu

### Závodní výsledky
| Světové hry | Světové hry |
| Rok         | 2005        |
| ----------- | ----------- |
| Obtížnost   | 7           |

| Mistrovství světa | Mistrovství světa | Mistrovství světa | Mistrovství světa | Mistrovství světa | Mistrovství světa |
| Rok               | 1999              | 2005              | 2007              | 2009              | 2011              |
| ----------------- | ----------------- | ----------------- | ----------------- | ----------------- | ----------------- |
| Obtížnost         | 64-66             | 20-21             | 11-14             | 9-10              | 23-24             |
| Rychlost          | 29                | —                 | —                 | —                 | —                 |
| Bouldering        | —                 | 17                | 5                 | 31-32             | 43-45             |

| Světový pohár (nahoře jsou poslední závody v roce) | Světový pohár (nahoře jsou poslední závody v roce) | Světový pohár (nahoře jsou poslední závody v roce) | Světový pohár (nahoře jsou poslední závody v roce) | Světový pohár (nahoře jsou poslední závody v roce) | Světový pohár (nahoře jsou poslední závody v roce) | Světový pohár (nahoře jsou poslední závody v roce) | Světový pohár (nahoře jsou poslední závody v roce) | Světový pohár (nahoře jsou poslední závody v roce) | Světový pohár (nahoře jsou poslední závody v roce) | Světový pohár (nahoře jsou poslední závody v roce) | Světový pohár (nahoře jsou poslední závody v roce) | Světový pohár (nahoře jsou poslední závody v roce) |
| Rok                                                | 2000                                               | 2001                                               | 2002                                               | 2003                                               | 2004                                               | 2005                                               | 2006                                               | 2007                                               | 2008                                               | 2009                                               | 2010                                               | 2011                                               |
| -------------------------------------------------- | -------------------------------------------------- | -------------------------------------------------- | -------------------------------------------------- | -------------------------------------------------- | -------------------------------------------------- | -------------------------------------------------- | -------------------------------------------------- | -------------------------------------------------- | -------------------------------------------------- | -------------------------------------------------- | -------------------------------------------------- | -------------------------------------------------- |
| Obtížnost                                          | x                                                  | x                                                  | x                                                  | x                                                  | x                                                  | x                                                  | x                                                  | x                                                  | x                                                  | x                                                  | x                                                  | x                                                  |
| jednotlivě (x/x/x)                                 | x                                                  | x                                                  | x                                                  | x                                                  | x                                                  | x                                                  | x                                                  | x                                                  | x                                                  | x                                                  | x                                                  | 13,9,9                                             |
|                                                    |                                                    |                                                    |                                                    |                                                    |                                                    |                                                    |                                                    |                                                    |                                                    |                                                    |                                                    |                                                    |
| Bouldering                                         | x                                                  | x                                                  | x                                                  | x                                                  | x                                                  | —                                                  | —                                                  | —                                                  | x                                                  | x                                                  | —                                                  | —                                                  |
| jednotlivě (x/x/x)                                 | x                                                  | x                                                  | x                                                  | x                                                  | x                                                  | —                                                  | —                                                  | —                                                  | x                                                  | x                                                  | —                                                  | —                                                  |
|                                                    |                                                    |                                                    |                                                    |                                                    |                                                    |                                                    |                                                    |                                                    |                                                    |                                                    |                                                    |                                                    |
| Kombinace                                          | x                                                  | x                                                  | x                                                  | x                                                  | x                                                  | —                                                  | —                                                  | —                                                  | x                                                  | x                                                  | —                                                  | —                                                  |

| Mistrovství Asie | Mistrovství Asie | Mistrovství Asie | Mistrovství Asie | Mistrovství Asie | Mistrovství Asie | Mistrovství Asie | Mistrovství Asie | Mistrovství Asie |
| Rok              | 2000             | 2004             | 2005             | 2006             | 2007             | 2008             | 2009             | 2010             |
| ---------------- | ---------------- | ---------------- | ---------------- | ---------------- | ---------------- | ---------------- | ---------------- | ---------------- |
| Obtížnost        | 2                | 1                | 1                | 3                | 1                | 3                | 1                | 2                |
| Bouldering       | —                | —                | —                | 2                | 1                | 2                | 1                | —                |

| Mistrovství světa juniorů | Mistrovství světa juniorů |
| Rok                       | 2001 junioři              |
| ------------------------- | ------------------------- |
| Obtížnost                 | 3                         |

### Výstupy ve skalách
- La Rambla, 5.15a, Siurana, Španělsko